# Borsod Bobcats
I Borsod Bobcats sono una squadra di football americano di Borsod, in Ungheria; fondati nel 2005 come Miskolc Steelers, nel 2023 si sono fusi con i Miskolc Renegades, cambiando denominazione. Hanno vinto 1 titolo nazionale e due Pannon Bowl (come Steelers).

## Dettaglio stagioni

### Amichevoli
| Stagione | Vin | Par | Per | Tot | PF | PS | avversaria                       |
| -------- | --- | --- | --- | --- | -- | -- | -------------------------------- |
| 2006     | 1   | 0   | 2   | 3   | 54 | 95 | Eger Heroes, St. Lawrence Giants |
| Totale   | 1   | 0   | 2   | 3   | 54 | 95 |                                  |

### Tornei nazionali

#### Campionato

##### HFL/Divízió I (primo livello)
| Stagione | regular season | regular season | regular season | regular season | regular season | regular season | playoff | playoff | playoff | playoff | playoff | playoff        | playoff              |
|          | Vin            | Par            | Per            | Tot            | PF             | PS             | Vin     | Per     | Tot     | PF      | PS      | risultato      | avversaria           |
| -------- | -------------- | -------------- | -------------- | -------------- | -------------- | -------------- | ------- | ------- | ------- | ------- | ------- | -------------- | -------------------- |
| 2011     | 3              | 0              | 3              | 6              | 166            | 105            | 0       | 1       | 1       | 18      | 36      | Wild Card      | Nyíregyháza Tigers   |
| 2015     | 1              | 0              | 4              | 5              | 151            | 257            | -       | -       | -       | -       | -       | -              | -                    |
| 2016     | 4              | 0              | 1              | 5              | 148            | 39             | 2       | 0       | 2       | 58      | 48      | Campioni       | Budapest Cowbells    |
| 2017     | 5              | 0              | 0              | 5              | 159            | 98             | 1       | 1       | 2       | 37      | 39      | Hungarian Bowl | Budapest Cowbells    |
| 2018     | 6              | 0              | 1              | 7              | 222            | 93             | 1       | 1       | 2       | 63      | 48      | Hungarian Bowl | Budapest Wolves      |
| 2019     | 0              | 0              | 5              | 5              | 96             | 183            | 0       | 1       | 1       | 28      | 33      | Wild Card      | Fehérvár Enthroners  |
| 2020     | 1              | 0              | 2              | 3              | 50             | 63             | 0       | 1       | 1       | 30      | 34      | Semifinale     | Szombathely Crushers |
| 2022     | 1              | 0              | 3              | 4              | 87             | 120            | 0       | 1       | 1       | 13      | 26      | Semifinale     | Fehérvár Enthroners  |
| 2023     | 2              | 0              | 4              | 6              | 81             | 157            | 0       | 1       | 1       | 14      | 49      | Wild Card      | Budapest Cowbells    |
| Totale   | 23             | 0              | 23             | 46             | 1162           | 1115           | 4       | 7       | 11      | 261     | 313     |                |                      |

Fonti: Enciclopedia del Football - A cura di Massimo Mezzetti

##### Divízió II (secondo livello)/Divízió I (secondo livello)
| Stagione | regular season | regular season | regular season | regular season | regular season | regular season | playoff | playoff | playoff | playoff | playoff | playoff     | playoff             |
|          | Vin            | Par            | Per            | Tot            | PF             | PS             | Vin     | Per     | Tot     | PF      | PS      | risultato   | avversaria          |
| -------- | -------------- | -------------- | -------------- | -------------- | -------------- | -------------- | ------- | ------- | ------- | ------- | ------- | ----------- | ------------------- |
| 2007     | 1              | 0              | 3              | 4              | 38             | 92             | -       | -       | -       | -       | -       | Nono posto  | -                   |
| 2008     | 3              | 0              | 2              | 5              | 99             | 97             | 0       | 1       | 1       | 0       | 37      | Semifinale  | Zala Predators      |
| 2009     | 1              | 0              | 3              | 4              | 44             | 85             | -       | -       | -       | -       | -       | -           | -                   |
| 2010     | 6              | 0              | 0              | 6              | 206            | 59             | -       | -       | -       | -       | -       | Campioni    | -                   |
| 2013     | 1              | 0              | 5              | 6              | 45             | 171            | -       | -       | -       | -       | -       | -           | -                   |
| 2014     | 3              | 0              | 1              | 4              | 103            | 65             | 1       | 1       | 2       | 77      | 43      | Pannon Bowl | Újpest Bulldogs     |
| 2021     | 5              | 0              | 0              | 5              | 209            | 41             | 2       | 0       | 2       | 73      | 56      | Campioni    | Budapest Cowbells 2 |
| Totale   | 20             | 0              | 34             | 744            | 610            | 3              | 2       | 5       | 150     | 136     |         |             |                     |

Fonti: Enciclopedia del Football - A cura di Massimo Mezzetti

##### Divízió II (terzo livello)
| Stagione | regular season | regular season | regular season | regular season | regular season | regular season | playoff | playoff | playoff | playoff | playoff | playoff   | playoff    |
|          | Vin            | Par            | Per            | Tot            | PF             | PS             | Vin     | Per     | Tot     | PF      | PS      | risultato | avversaria |
| -------- | -------------- | -------------- | -------------- | -------------- | -------------- | -------------- | ------- | ------- | ------- | ------- | ------- | --------- | ---------- |
| 2018     | 0              | 0              | 6              | 6              | 25             | 160            | -       | -       | -       | -       | -       | -         | -          |
| Totale   | 0              | 0              | 6              | 6              | 25             | 160            | -       | -       | -       | -       | -       |           |            |

Fonti: Enciclopedia del Football - A cura di Massimo Mezzetti

### Riepilogo fasi finali disputate
| Anno             | Luogo    | Evento                    | Fase del torneo | Incontro                                | Risultato |
| 29 giugno 2008   |          | Divízió II                | Semifinale      | Zala Predators - Miskolc Steelers       | 37 - 0    |
| 18 giugno 2011   |          | Divízió I                 | Wild Card       | Nyíregyháza Tigers - Miskolc Steelers   | 36 - 18   |
| 19 luglio 2014   |          | Divízió I                 | Pannon Bowl     | Miskolc Steelers - Újpest Bulldogs      | 36 - 43   |
| 19 giugno 2016   |          | Hungarian Football League | Hungarian Bowl  | Budapest Cowbells - Miskolc Steelers    | 16 - 19   |
| 8 luglio 2017    |          | Hungarian Football League | Hungarian Bowl  | Miskolc Steelers - Budapest Cowbells    | 10 - 14   |
| 14 luglio 2018   |          | Hungarian Football League | Hungarian Bowl  | Budapest Wolves - Miskolc Steelers      | 34 - 30   |
| 15 giugno 2019   |          | Hungarian Football League | Wild Card       | Fehérvár Enthroners - Miskolc Steelers  | 33 - 28   |
| 15 novembre 2020 | Diósd    | Divízió I                 | Semifinale      | Miskolc Steelers - Szombathely Crushers | 30 - 34   |
| 17 luglio 2021   |          | Divízió I                 | Pannon Bowl     | Miskolc AFT - Budapest Cowbells 2       | 42 - 22   |
| 2 luglio 2022    |          | Hungarian Football League | Semifinale      | Fehérvár Enthroners - Miskolc Steelers  | 26 - 13   |
| 18 giugno 2023   | Budapest | Hungarian Football League | Wild Card       | Budapest Cowbells - Borsod Bobcats      | 49 - 14   |

## Palmarès
- 1 Hungarian Bowl (2016)
- 2 Pannon Bowl (2010, 2021[5])

## I Miskolc Renegades
I Miskolc Renegades sono stati fondati nel 2012 e hanno vinto 2 Duna Bowl; non hanno mai disputato il massimo campionato.

### Dettaglio stagioni

#### Tornei nazionali

##### Campionato

###### Divízió I/Divízió II (secondo livello)
| Stagione | regular season | regular season | regular season | regular season | regular season | regular season | playoff | playoff | playoff | playoff | playoff | playoff    | playoff              |
|          | Vin            | Par            | Per            | Tot            | PF             | PS             | Vin     | Per     | Tot     | PF      | PS      | risultato  | avversaria           |
| -------- | -------------- | -------------- | -------------- | -------------- | -------------- | -------------- | ------- | ------- | ------- | ------- | ------- | ---------- | -------------------- |
| 2015     | 4              | 0              | 1              | 5              | 178            | 79             | 0       | 1       | 1       | 17      | 27      | Semifinale | Eger Heroes          |
| 2016     | 4              | 0              | 2              | 6              | 197            | 93             | 0       | 1       | 1       | 0       | 35      | Semifinale | Dunaújváros Gorillaz |
| 2017     | 2              | 0              | 5              | 7              | 88             | 214            | -       | -       | -       | -       | -       | -          | -                    |
| 2018     | 0              | 0              | 6              | 6              | 47             | 178            | -       | -       | -       | -       | -       | -          | -                    |
| 2020     | 0              | 0              | 3              | 3              | 0              | 60             | -       | -       | -       | -       | -       | -          | -                    |
| Totale   | 10             | 0              | 17             | 27             | 510            | 624            | 0       | 2       | 2       | 17      | 62      |            |                      |

Fonti: Enciclopedia del Football - A cura di Massimo Mezzetti

###### Divízió II (terzo livello)
| Stagione | regular season | regular season | regular season | regular season | regular season | regular season | playoff | playoff | playoff | playoff | playoff | playoff   | playoff               |
|          | Vin            | Par            | Per            | Tot            | PF             | PS             | Vin     | Per     | Tot     | PF      | PS      | risultato | avversaria            |
| -------- | -------------- | -------------- | -------------- | -------------- | -------------- | -------------- | ------- | ------- | ------- | ------- | ------- | --------- | --------------------- |
| 2014     | 3              | 0              | 1              | 4              | 152            | 81             | 3       | 0       | 3       | 124     | 23      | Campioni  | Budapest Hurricanes 2 |
| 2019     | 4              | 0              | 2              | 6              | 251            | 103            | 2       | 0       | 2       | 72      | 67      | Campioni  | Tatabánya Mustangs    |
| 2022     | 2              | 0              | 2              | 4              | 85             | 120            | -       | -       | -       | -       | -       | -         | -                     |
| Totale   | 9              | 0              | 5              | 14             | 488            | 304            | 5       | 0       | 5       | 196     | 90      |           |                       |

Fonti: Enciclopedia del Football - A cura di Massimo Mezzetti

#### Riepilogo fasi finali disputate
| Anno           | Luogo | Evento     | Fase del torneo | Incontro                                  | Risultato |
| 2014           |       | Divízió II | Duna Bowl       | Budapest Hurricanes 2 - Miskolc Renegades | 21 - 38   |
| 27 giugno 2015 |       | Divízió I  | Semifinale      | Miskolc Renegades - Eger Heroes           | 17 - 27   |
| 26 giugno 2016 |       | Divízió I  | Semifinale      | Dunaújváros Gorillaz - Miskolc Renegades  | 35 - 0    |
| 13 luglio 2019 |       | Divízió II | Duna Bowl       | Tatabánya Mustangs - Miskolc Renegades    | 38 - 40   |

### Palmarès
- 2 Duna Bowl (2014, 2019)